# Jingo de Lunch
I Jingo de Lunch sono un gruppo hardcore punk tedesco, formatosi a Berlino nell'aprile del 1987.

## Storia dei Jingo de Lunch
I membri del gruppo avevano militato tutti in diversi gruppi punk tedeschi, in particolare i due chitarristi Tom Schwoll e Joseph Ehrensberger, e la cantante Yvonne Ducksworth, avevano suonato assieme nei Manson Youth.
Il primo album dei Jingo de Lunch, Perpetuum Mobile, venne pubblicato nel settembre 1987, pochi mesi dopo la costituzione del gruppo.
Nel settembre 2007 si sono riuniti per un breve tour celebrativo a 20 anni di distanza dalla nascita della band. Da questo tour uscì l'album Land Of the Free-ks nel 2011

## Formazione
- Yvonne Ducksworth, voce
- Tom Schwoll, chitarra
- Joseph Ehrensberger, chitarra
- Henning Menke, basso
- Steve Hahn, batteria

## Discografia
- 1987 - Perpetuum Mobile
- 1989 - Axe to Grind
- 1990 - Underdog
- 1991 - B.Y.E.
- 1994 - Deja Voodoo